# سانت لويس ستارز
سانت لويس ستارز هو نادي كرة قدم أمريكي أٌسس عام 1966. يلعب النادي في National Professional Soccer League (1967) ‏.